# جوليس مايس
جوليس مايس هو مبارز بالسيف بلجيكي، (و. 1882  م).

## وصلات خارجية
- جوليس مايس على موقع أوليمبيديا (الإنجليزية)